# Horváth Barnabás
Horváth Barnabás Zoltán (Budapest, 1965. március 29. –) magyar zeneszerző.

## Életpályája
Ének-zene tagozatos általános iskolában kezdett a zene alapelemeivel megismerkedni,majd a XIV. kerületi Állami Zeneiskolában 6 évig zongorázni tanult. Tanárai Simon Zoltánné (zongora) és Serhók-Sulyok Gizella (szolfézs) voltak. 1979 és 1983 között a budapesti Bartók Béla Zeneművészeti Szakközépiskolában Fekete Győr Istvántól, majd a budapesti Liszt Ferenc Zeneművészeti Főiskolán Soproni Józseftől és Bozay Attilától tanult zeneszerzést. 1990-ben diplomázott. 1991-2006 között a Szegedi Konzervatóriumban (Szegedi Tudományegyetem Zeneművészeti Kar) főiskolai adjunktusként tanított zeneelméletet. 
2001-től 2010-ig és 2019 őszétől a Győri Széchenyi István Egyetem Művészeti Karának oktatója. 2008-2018 között a Nyugat-Magyarországi Egyetemen, Szombathelyen főiskolai docens. 2020 szeptemberétől egyetemi adjunktus a budapesti Liszt Ferenc Zeneművészeti Egyetemen, ahol 2011-ben DLA fokozatot szerzett.
Tagja a Magyar Zeneszerzők Egyesületének, a Magyar Zeneművészeti Társaságnak, és az Artisjus Egyesületnek.

## Díjai
- 1988   Magyar-Szovjet Baráti Társaság zeneszerző pályázata
- 1992   Florilège Vocal de Tours (F)
- 1993   Liberális Szegedért Alapítvány Pályázata
- 1994   Jihlava (CZ)
- 1996   I. Budapesti Kórusverseny Zeneszerző Pályázata
- 1997   Kecskemét
- 2000 zilahi Szilágy Társaság egyházzeneszerzői versenyén a gyermekkarok kategóriában első díj (A kis Jézus aranyalma c. művéért)
- 1992-1993-1994 Kodály Zoltán zenei ösztöndíj.
- 2013 Erkel Ferenc-díj
- 2017 KÓTA-díj[1]

## Főbb művei
- Ceruzarajzok – Három zongoradarab,
- Hat bagatell – zongorára,
- Fekete-piros dal – vegyeskar Petőfi Sándor versére,
- Vonósnégyes,
- Sinfonietta – szimfonikus zenekarra,
- Szomorúk az idők – vegyeskar Petőfi Sándor versére,
- Szia szerelmem – dalciklus Ugró Béla verseire,
- Mundi renovatio – nőikar Szentviktori Ádám himnuszára,
- Négy dal Radnóti Miklós verseire – mezzoszoprán hangra és 2 cimbalomra,
- Lirai zongoradarabok,
- Concerto in memoriam A.Vivaldi – két barokkfurulyára és vonószenekarra,
- 21 gyermekkar Weöres Sándor verseire,
- Veni Sancte Spiritus – kantáta gyermekkarra, szólóhangokra és kiszenekarra,
- Két dal Ady Endre verseire,
- Hat dal magyar költők verseire,
- Négy nőikar Kovács András Ferenc verseire,
- Albumlapok – zongorára,
- Zsoltártöredékek – vegyeskarra, zongorára és ütőhangszerekre.
- Szent Miklós csudatettei – oratórikus képek 7 tételben (Anthonius Manicellus Veliternus himnusza Péchy Ferenc 1529-es fordításában)